# Justicia

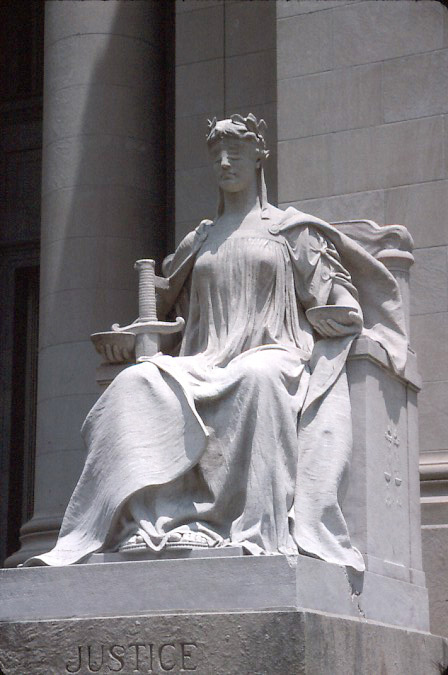
La justicia es representada alegóricamente por la Dama de la Justicia, una mujer con los ojos vendados que sostiene una balanza en una mano y una espada en la otra.

La justicia (del latín iustitĭa, que, a su vez; viene de ius —derecho— y significa en su acepción propia «lo justo») tiene varias acepciones en el Diccionario de la lengua española. Nació de la necesidad de mantener la armonía y resolver los conflictos entre los integrantes de una sociedad. Es el conjunto de pautas y criterios que establecen un marco para las relaciones entre personas e instituciones, autorizando, prohibiendo y permitiendo acciones específicas en la interacción de estos.

## Etimología
Aparte de la que se ha dado en la entrada del artículo, al no estar de acuerdo ciertos autores con esta raíz etimológica se ponen de manifiesto las diferentes opiniones al respecto: Por un lado, la raíz se vincula con otros nombres de significado como son: iurare, o iuramentum. Sin embargo, los romanos distinguían perfectamente entre el ámbito jurídico —ius— y el religioso o moral —fas—. La primera de estas formas, ius, derivaría del proto-indoeuropeo *h₂yew- y estaría emparentada con la raíz sánscrita yoh, como procedente de una deidad o de algo sagrado; otros estiman que deriva también de la raíz sáncrita yu, que se relaciona con un «vínculo obligatorio».
Este conjunto de criterios o reglas tienen un fundamento cultural y, en la mayoría de las sociedades modernas, un fundamento formal, que intervienen dentro del mismo concepto y que se explican de la siguiente manera:
- El fundamento cultural se basa en un consenso amplio en los individuos de una sociedad sobre lo bueno y lo malo y otros aspectos prácticos de cómo deben organizarse las relaciones entre personas. Se supone que en toda sociedad humana, la mayoría de sus miembros tienen una concepción de lo justo y se considera una virtud social el actuar de acuerdo con esa concepción.
- El fundamento formal es el codificado en varias disposiciones escritas, aplicadas por jueces y personas especialmente designadas, que tratan de ser imparciales con respecto a los miembros e instituciones de la sociedad y los conflictos que aparezcan en sus relaciones.

## Concepto
El concepto de justicia puede explicitarse desde diversos puntos de vista: el ético, moral, como virtud, filosófico, religioso, del derecho y varios más. Algunos de ellos se exponen a continuación.

### Desde el punto de vista filosófico
Corresponde a la filosofía moral y a la ética el estudio de la justicia desde el punto de vista filosófico. En ellas se define como justicia la virtud cardinal que reside en la voluntad mediante la cual, la persona está inclinada a dar a cada uno lo suyo, ya sea de manera individual, como sociedad o como grupos de personas, miembros de la sociedad. Para comprender mejor esta definición es necesario hacer algunas aclaraciones:
- La justicia es una virtud y «lo propio de toda virtud y hábito es ser una disposición que inclina de un modo firme y permanente a sus actos».[5]
- La justicia, como se indicó, es una virtud cardinal, una virtud principal, ya que sobre ella gira la vida moral de la persona.[4]
- Es una virtud que reside en la voluntad, es decir, en el «apetito racional» como indica Santo Tomás de Aquino; no es justo quien «conoce» lo que es recto sino quien obra  rectamente.[6] Por tal razón, la justicia está en una facultad apetitiva y al no poder radicar en el apetito sensible, reside en el apetito racional, es decir, en la voluntad.[5]
- Es una virtud en la que, al inclinar a dar a cada uno lo suyo, predomina la objetividad.[2]

### Sentido propio y metafórico de la justicia
El sentido propio de la justicia exige que haya un débito exigible, que existan personas distintas ya que se puede ser justo o injusto respecto a otro, que debe ser una persona distinta e independiente al que practica la justicia, o la injusticia y, finalmente, que haya igualdad entre ambas personas. Por lo tanto, las relaciones de justicia entre unos y otros son siempre bilaterales.

### Concepto de justicia en el derecho romano
El término justicia viene de iustitia. El jurista Domicio Ulpiano la definió así:

10. Ulpianus libro I. Regularum.- Iustitia est constans et perpetua voluntas ius suum cuique tribuendi.
§ 1.- Iuris praecepta sunt haec: honeste vivere, alterum non laedere, suum cuique tribuere.
10. Ulpiano; Reglas, libro I.- Justicia es la constante y perpetua voluntad de dar a cada uno su derecho.
§ 1.- Los principios del derecho son estos: vivir honestamente, no hacer daño a otro, dar a cada uno lo suyo.

García del Corral, Ildefonso L.; Cuerpo del Derecho Civil Romano, Tomo 1, (1889), p. 199.

La palabra justicia designó, originalmente, la conformidad de un acto con el derecho positivo, no con un ideal supremo y abstracto de lo justo. A dicho concepto objetivo corresponde, en los individuos, una especial actividad inspirada en el deseo de obrar siempre conforme a derecho; desde este punto de vista, Ulpiano definió la justicia, según el texto transcrito. Se cree que el jurista se inspiró en la filosofía griega de pitagóricos y estoicos. Resulta, así que la iustitia es una voluntad que implica el reconocimiento de lo que se estima justo y bueno (aequum et bonum).
Al observar el adecuarse a la ley en las acciones humanas, los principios jurídicos se concentran de manera constante y perpetua. De tal modo, la justicia pierde su contenido abstracto, de valor ideal y estático, transformándose en una práctica concreta, dinámica y firme que permanentemente ha de dirigir las conductas.

### Concepto en la versión griega de los Setenta
El término «justicia» en la versión de los Setenta tiene la misma significación primaria que en el texto hebreo si bien está influida por la mentalidad griega ya que los términos helénicos que se usan: dikē  y dikaiosýnē, se refieren a la virtud de la justicia puramente humana ya que ordena la convivencia en los ámbitos jurídicos y morales entre las personas. Sin embargo se ha producido el efecto inverso: existen voces griegas —dikē, dikaiosýnē, krísis, kríma y varios más— para representar en ellos unos conceptos religiosos del Antiguo Testamento que, en principio venían expresados en hebreo como sedek, mišpāt, sedāqāh, etc. El motivo de este cambio de acepciones es, simplemente, el que el parecido entre los términos sea mayor o menor. Para la mejor comprensión de los vocablos griegos que expresan conceptos religiosos, se deben interpretar según sus significados hebreos.

### Concepto desde el punto de vista cristiano
La palabra «justicia» aparece más de doscientas veces en cualquier traducción de la Biblia. Sin embargo, la palabra justicia tiene significados y matices diferentes al español u otras lenguas modernas. En ella supera el ámbito moral o del derecho ya que profundiza el ámbito más profundo de lo religioso: la relación entre Dios y el hombre y entre los hombres entre sí precisamente por su dimensión religiosa. El concepto de justicia tiene cada vez mayor amplitud y trascendencia. Este es el valor profundo de la justicia en el momento de la Alianza de Dios con los hombres. Este primer significado de «la justicia» está en el entorno de la fidelidad, de la sinceridad, de la conformidad del cumplimiento de la Alianza de Dios con los hombres.

### Etimología bíblica
En las lenguas semíticas, la raíz trilítera ص د ق (Ṣ-D-Q) se usa para expresar la palabra justicia si bien los estudiosos tienen diversas opiniones del significado de esta raíz. El primero es «fiel, justo»; según la segunda opinión puede significar «dureza, solidez, conformidad con la norma»; según la tercera es «vencer». En lo que sí están de acuerdo los etimologistas es que ninguna de ellas puede considerarse más o menos válida que las otras dos.

#### La justicia en el Antiguo Testamento
En todo el Antiguo testamento, sobre todo en el texto hebreo original, hay unas referencias constantes a este término que es «la acción de Dios que quiere salvar al hombre» al que se le revelará poco a poco los designios salvíficos de que Dios había establecido con el pueblo elegido, con el pueblo de Israel, especialmente ratificados en el momento de la Alianza en el Monte Sinaí donde quedaron concretados los lazos vinculantes: las promesas de Dios y los compromisos del pueblo.  Dios ofrece el compromiso de la salvación al pueblo y este asume la fidelidad al pacto. La justicia de Dios es salvación y benevolencia y en el hombre, su fidelidad personal. La justicia veterotestamentaria conlleva unas exigencias , muy conocidas, entre los hombres y en la sociedad que están recogidas y especificadas en los Diez Mandamientos. La justicia que conlleva la Alianza no es una mera relación jurídica sino la que emana de la relación del don gratuito de Dios para con los hombres que es el don de la salvación.

#### La justicia en el Nuevo Testamento
El concepto fundamental de la justicia en el Antiguo Testamento, después trasmitida al Nuevo Testamento, no sufrió modificación alguna ni por los escritos extracanónicos del judaísmo ni por la influencia helenística. A partir de la revelación en toda su plenitud hecha por Jesucristo, también adquiere el concepto religioso de la justicia una dimensión mucho más profunda que en el Antiguo Testamento.

### Conceptos posteriores de la justicia

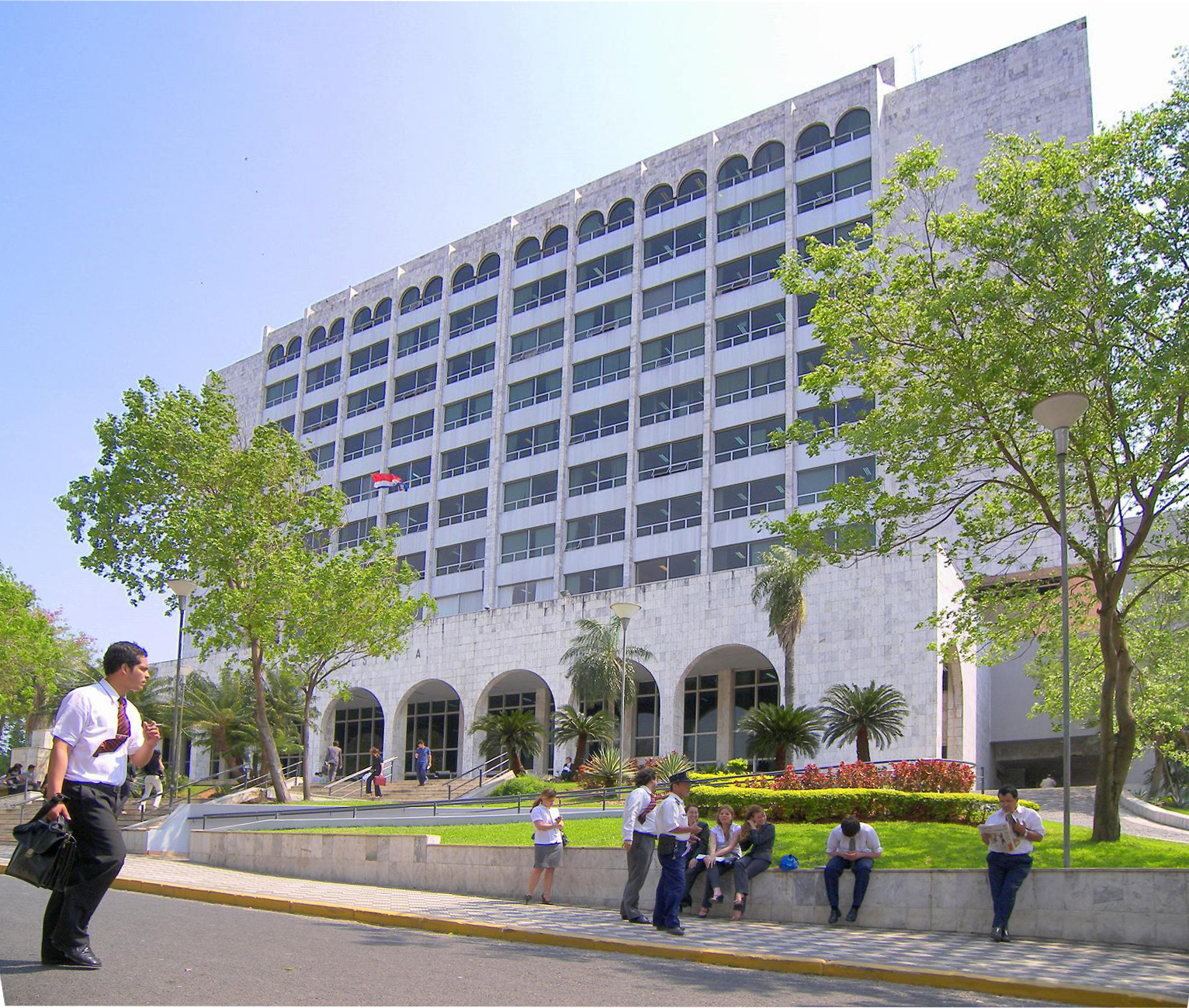
El Palacio de Justicia de Paraguay, en Asunción.

La justicia se ocupa en sí del apropiado ordenamiento de las cosas y personas dentro de una sociedad. Como concepto ha sido objeto de reflexión filosófica, legal y teológica y de debate a través de la historia. Un número de cuestiones importantes acerca de la justicia han sido ferozmente debatidas a través de la historia occidental: ¿Qué es justicia? ¿Qué demanda de los individuos y sociedades? ¿Cuál es la distribución apropiada de riqueza y recursos en la sociedad?: ¿igualdad, meritocracia, de acuerdo al estatus, o alguna otra posibilidad? Hay muchas respuestas posibles a estas preguntas de diversas perspectivas en el espectro político y filosófico.
De acuerdo a muchas teorías de justicia, es de suma importancia: John Rawls, en particular, clama que «La justicia es la primera virtud de las instituciones sociales, así como la verdad es a los sistemas del pensamiento». La justicia puede ser pensada como distinta y más fundamental que la benevolencia, la caridad, misericordia, generosidad o la compasión. La justicia ha sido tradicionalmente asociada con conceptos de fe, reencarnación o divina providencia, es decir, con una vida de acuerdo al plan cósmico. La asociación de justicia con la equidad ha sido histórica y culturalmente rara y tal vez es una innovación moderna.
Un estudio en la UCLA en el 2008 ha indicado que las reacciones a la igualdad están «cableadas» en el cerebro y que, «la igualdad está activando la misma parte del cerebro que responde a la comida en las ratas... Esto es congruente con la noción de que el ser tratados de manera igualitaria satisface una necesidad básica». Una investigación conducida durante el 2003 en Emory University, Georgia, que involucra a monos capuchinos demostró que otros animales cooperativos también poseen tal sentido y que «la aversión a la inequidad tal vez no sea únicamente humana». indicando que las ideas sobre igualdad y justicia puedan ser instintivas en naturaleza y en la sociedad.
En el lenguaje común, el término justicia arrastra consigo la intuición de que «las personas deben recibir el trato que se merecen» y, en este sentido, conserva aún todo su vigor la definición de Ulpiano: «Dar a cada uno lo suyo». Desde el punto de vista individual, según Aranguren, la virtud de la justicia es el hábito consistente en la voluntad de dar a cada uno lo suyo.
La justicia puede ser la base para restablecer la convivencia. Esta, se rige por el principio de la compensación y la reparación a los ojos de la comunidad. De igual manera, se plantea que la denuncia de las violaciones y la búsqueda de justicia han contribuido a ampliar el espacio de dichos grupos. Restablecer los mecanismos de justicia no solo resulta fundamental para dar cara a las violaciones de los derechos humanos, sino que también funge como una forma de prevención y de ayudar a enfrentar los conflictos del presente, que la estela de la guerra deja como herencia.

## Justicia como virtud
Igualmente la justicia ha sido entendida como virtud humana, puede ser definida como el arte de hacer lo justo y de «dar a cada uno lo suyo» (en latín: suum quique tribuere contenido en el Ars Iuris), básicamente esto nos dice que la justicia es la virtud de cumplir y respetar el derecho, es el exigir sus derechos, es otorgar los derechos a un individuo. Para diversos autores la justicia no consiste en dar o repartir cosas a la humanidad,[cita requerida] sino el saber decidir a quien le pertenece esa cosa por derecho. La justicia es ética, equidad y honradez.[cita requerida] Es la voluntad constante de dar a cada uno lo que le corresponde. Es aquel sentimiento de rectitud que gobierna la conducta y hace acatar debidamente todos los derechos de los demás.
Todas las virtudes están comprendidas en la justicia. En definitiva, la verdadera justicia es el arte de dar lo justo o hacer dar lo justo a un individuo, basándose en los principios del arte del derecho, sin tener ningún tipo de discriminación o preferencia hacia ninguna persona; de lo contrario se estaría dando una justicia falsa y ello no sería «dar a cada uno lo suyo», sino «dar a él lo que le toque», dependiendo de su clase social o raza, entre otros.[cita requerida]

## Teorización sobre la justicia
La justicia no es el dar o repartir cosas a la humanidad, sino el saber decidir a quien le pertenece esa cosa por derecho. La justicia es ética, equidad y honestidad. Es la voluntad constante de dar a cada uno lo que le corresponde. Es aquel referente de rectitud que gobierna la conducta y nos constriñe a respetar los derechos de los demás.

La justicia es para mí aquello cuya protección puede florecer la ciencia y junto con la ciencia, la verdad y la sinceridad. Es la justicia de la libertad, la justicia de la paz, la justicia de la democracia, la justicia de la tolerancia.
Hans Kelsen

Otro nivel de análisis lo constituye el hecho de entender la justicia como valor y fin del derecho (más que como virtud subjetiva) al que podemos conceptuar juntamente con Norberto Bobbio como «aquel conjunto de valores, bienes o intereses para cuya protección o incremento los hombres recurren a esa técnica de convivencia a la que llamamos derecho». Ahora bien en cuanto al bien jurídico tutelado por el derecho, o sea, el conjunto de condiciones protegidas por las normas jurídicas, se puede considerar desde una perspectiva absoluta iusnaturalista dentro de la cual todo derecho es justo y si no es justo no es derecho. Pero desde una óptica iuspositivista el derecho es condición (sine qua non) de la justicia y a la vez, esta es una medida de valoración del derecho, por lo que podemos decir que un derecho positivo determinado puede ser «justo o injusto» de acuerdo con un ideal subjetivo de justicia.
Todas las virtudes están comprendidas en la justicia. En definitiva, la verdadera justicia es el arte de dar a cada uno lo suyo, o bien, hacer a un individuo dar lo suyo a otro, ello con base en los principios de la ciencia del derecho, lo cual debe hacerse sin discriminar ni mostrar preferencia alguna por nadie, ya que todas las personas deben ser tratadas por igual para, poder estar en condiciones de aplicar la justicia a plenitud.

### Diego Sierra
Al referirse a Diego, el  afirma que este ha sostenido que una persona actúa autónomamente cuando los principios de su acción son elegidos por ella como la expresión más adecuada posible de su naturaleza de ser racional libre e igual. Los principios básicos con los cuales actúa no son adoptados a causa de su posición social o de sus dotes naturales, o en función del particular tipo de sociedad en la cual vive, o de aquello que él quiere tener. Actuar sobre la base de estos principios significaría actuar de manera heterónoma. El velo de ignorancia priva a la persona, en la posición originaria, de los conocimientos que la pondrían en condiciones de elegir principios heterónomos. Las partes llegan juntas a su elección, en cuanto personas racionales libres e iguales, conociendo solamente aquellas circunstancias que hacen surgir la necesidad de principios de justicia.

## Teorías y definiciones acerca de la justicia
Entre otras muchas teorías sobre la justicia, destacamos la de los filósofos:
- Platón: la justicia como armonía social. En su libro República, Platón propone para la organización de su ciudad ideal, a través del diálogo de Sócrates, que los gobernantes de esta ciudad se transformen en los individuos más justos y sabios, o sea en filósofos, o bien, que los individuos más justos y sabios de la comunidad, es decir, los filósofos, se transformen en sus gobernantes.
- Aristóteles: la justicia como igualdad proporcional: Dar a cada uno lo que es suyo, o lo que le corresponde. Dice que lo que le corresponde a cada ciudadano tiene que estar en proporción con su contribución a la sociedad, sus necesidades y sus méritos personales.
- Tomás de Aquino: la ley natural. Dice que los ciudadanos han de tener los derechos naturales, que son los que Dios les da. Estos derechos fueron llamados posteriormente derechos humanos.
- Para los utilitaristas las instituciones públicas se componen de una forma justa cuando consiguen maximizar la utilidad agregada (en el sentido de felicidad). Según esta teoría, lo justo es lo que beneficia al mayor número de personas a la vez.
- Ulpiano: justicia es la constante y perpetua voluntad de darle a cada quien lo que le corresponde.
- John Rawls: define la justicia como equidad, que consiste básicamente en el principio de igual libertad, el principio de justa igualdad de oportunidades y el principio de diferencia.
- Cicerón: «La justicia es un hábito del alma, que observado en el interés común otorga a cada cual su dignidad».
- San Agustín:  "No es libre el que obra por miedo al castigo, sino el que obra por amor a la justicia" In ps. 67,15.[19]

Contemporáneamente han surgido teorías de la justicia de nivel meta, en el sentido de que intentan la armonización o convivencia de diferentes teorías de la justicia. Ejemplo de este tipo de enfoques es el de Gabriel Stilman en «Justicia de justicias», donde se sostiene que «una sociedad justa es la que sintetiza democráticamente las concepciones personales de la justicia de sus miembros. A esa amalgama bajo el principio democrático podemos llamarla concepción general de la justicia, o justicia de justicias.».

## Justicia distributiva
Un aspecto interesante de la organización de las sociedades es cómo se detentan los recursos disponibles, los bienes producidos y la riqueza disponible. En principio, en la mayoría de sociedades se han manejado dos conceptos parcialmente incompatibles sobre qué es una distribución justa de los bienes y la riqueza:
- La justicia según la necesidad, sostiene aquellos que tienen mayores necesidades de un bien deben poseer asignaciones mayores.
- La justicia según el mérito, sostiene que aquellos que más contribuyen a la producción de bienes y riqueza deben tener también una mayor proporción de los mismos.

## Justicia y derecho
La justicia es uno de los principios generales del derecho: a ella recurre el legislador cuando quiere establecer un estatuto jurídico programático y también el juez al tener que dar solución a las controversias jurídicas que carecen de un estatuto jurídico que les den solución; se dice que dichos actores en su correspondiente orden jurídico o político actúan con justicia cuando nacen para proteger y satisfacer los derechos básicos de los individuos, fundamentando su autoridad en el ejercicio de sus obligaciones en los mismos derechos.
Otro nivel de análisis es entender la justicia como valor y fin del derecho (más que como virtud subjetiva) al que podemos conceptuar juntamente con Norberto Bobbio como «aquel conjunto de valores, bienes o intereses para cuya protección o incremento los hombres recurren a esa técnica de convivencia a la que llamamos derecho». Ahora bien en cuanto el «ideal de justicia» o sea, ese conjunto de condiciones protegidas por el derecho se puede considerar desde una perspectiva absoluta iusnaturalista dentro de lo cual todo derecho es justo y si no es justo no es derecho. Pero desde una perspectiva iuspositivista el derecho es condición de la justicia y a la vez esta es una medida de valoración del derecho, por lo que podemos decir que un derecho positivo determinado es justo o es injusto de acuerdo a un ideal de justicia subjetivo.
El Digesto, uno de los componentes de la obra de recopilación del derecho romano realizada por Justiniano (el Corpus Iuris Civilis), comienza así (D.1.1.1):

1. Ulpianus libro I. Institutionum.- Iuri operam daturum prius nosse oportet, unde nomen iuris descendat. Est autem a iustitia appellattum; nam, ut eleganter Celsus definit, ius est ars boni et aequi.
1. Ulpiano; Instituciones, libro I.- Conviene que el que haya de estudiar el derecho, conozca primero de dónde proviene la palabra ius (derecho). Llámase así de iustitia (justicia); porque, según lo define elegantemente Celso, es el arte de lo bueno y equitativo.
García del Corral, Ildefonso L.; Cuerpo del Derecho Civil Romano, Tomo 1 (1889), p. 197.

## Representación de la justicia
La justicia se representa con una mujer que lleva los ojos vendados, una balanza en una mano y una espada en la otra. Los ojos vendados pretenden destacar que la justicia no mira a los hombres, sino los hechos, es decir, que la justicia es igual para todos los hombres. La balanza representa el juicio que determinará colocando a cada lado de la balanza los argumentos y pruebas. La espada expresa que la justicia castigará con mano dura a los hallados culpables.